# اسکای فریرا
اسکای تونیا فریرا (انگلیسی: Sky Tonia Ferreira؛ زادهٔ ۸ ژوئیهٔ ۱۹۹۲) که بیشتر با نام هنری اسکای فریرا (به انگلیسی: Sky Ferreira) شناخته می‌شود یک خواننده-ترانه‌پرداز، مدل و هنرپیشه آمریکایی است. همچنین فریرا آهنگ تیتراژ پایانی فیلم بیبی راننده را خوانده و در این فیلم در نقش مادر بیبی ظاهر شد. او همچنین در فیلم زن آمریکایی بازی کرده‌است.